# Hall of Sermon
Hall of Sermon – wytwórnia płytowa założona przez Tilo Wolffa (muzyka zespołu Lacrimosa) w 1991 roku.

## Zespoły
- Artrosis
- Dreams of Sanity
- Evergrey
- Girls Under Glass
- Lacrimosa
- Love Like Blood
- Snakeskin
- The Breath of Life
- The Gallery